# Jean-Isaac-Samuel Cellérier
Jean-Isaac-Samuel Cellérier (* 11. Dezember 1753 in Crans-près-Céligny; † 22. März 1844 in Genf) war ein Schweizer evangelischer Geistlicher.

## Leben

### Familie
Jean-Isaac-Samuel Cellérier war der Sohn des Uhrmachers Gabriel Cellérier (* 1725 in Crans-près-Céligny) und dessen Ehefrau Jeanne Etiennette (* 6. August 1730 in Genf), Tochter von Aimé Pattay (* 1686 in Genf); er hatte noch zwei jüngere Brüder. Er heiratete am 24. August 1783 Françoise-Elisabeth (* 5. September 1761 in Genf; † 13. Oktober 1816 in Peissy bei Satigny), Tochter des Pfarrers Jacob Francillon (1732–1796); gemeinsam hatten sie zwei Söhne, der jüngere verstarb im Alter von fünf Jahren; der andere war Jacob-Elisée Cellérier, Pfarrer und Hochschullehrer an der Académie de Genève.

### Werdegang
Jean-Isaac-Samuel Cellérier immatrikulierte sich an der Académie de Genève zu einem Theologiestudium. Nach Beendigung des Studiums erfolgte 1776 seine Ordination und er war anfangs als Hauslehrer und Pfarrer in Holland und Frankreich tätig sowie von 1783 bis 1814 als Pfarrer in Satigny; sein Sohn trat seine Nachfolge an.

### Berufliches Wirken
Jean-Isaac-Samuel Cellérier war als Prediger in Satigny äusserst beliebt, so kam unter anderem auch Germaine de Staël, um seine Predigten anzuhören, und erwähnte ihn in ihrem Werk De l’Allemagne (Über Deutschland); Rodolphe Töpffer nahm ihn zum Vorbild für die Hauptfigur in Le presbytère.
1817 verweigerte er seine Unterschrift zu einem Reglement, in dem die Compagnie des Pasteurs die Geistlichen schriftlich verpflichten wollte, kontroverse theologische Fragen nicht mehr in ihrer Verkündigung zu behandeln. Dieser Streit wurde durch Robert Haldane (1764–1842), der einen entscheidenden Einfluss auf die Erweckungsbewegung in Genf ausübte, ausgelöst, der die Bibel auf alle Lebensprobleme anwenden und nicht als ein geheimnisvolles Buch verstanden wissen wollte.
Gemeinsam mit Louis Gaussen, der sich durch seinen Einfluss dem strengen Calvinismus anschloss, veröffentlichte er 1819 die französische Übersetzung der Confessio helvetica posterior von 1566. Verschiedene seiner Schriften wurden erst nach seinem Tod veröffentlicht.

## Schriften (Auswahl)
- L’Église renouvelant ses promesses. Paris 1809.
- Sermons et prières pour les dimanches ordinaires.
  - Band 1. Genf 1819.
  - Band 2. Genf 1819.
  - Band 3. Genf 1819.
- Confession de foi des Eglises de la Suisse. Genf 1819
- Discours familiers d’un pasteur de campagne. Genf/Paris 1820.
- Homélies sur divers textes du Vieux et du Nouveau Testament.
  - Band 1. Genf/Paris 1825.
  - Band 2. Genf und Paris 1825.
- Nouveaux discours familiers d’un pasteur de campagne.
  - Band 1. Genf/Paris 1827.
  - Band 2. Genf/Paris 1827.
- Pensées pieuses sur divers sujets. Paris 1830.
- Sermons et prières, pour les solennités chrétiennes. Paris 1843.
- Sermons, homélies, discours familiers et prières. Paris 1845.
- Catéchisme, ou cours d’instruction chrétienne. Paris 1845.
- Recueil de prières chrétiennes pour le culte domestique. Paris 1845.
- Pensées sur la situation et les devoirs d’un pasteur de campagne. Genf 1850.